# Patrimoine rural
Pour les articles homonymes, voir Patrimoine.
Ne doit pas être confondu avec Patrimoine agricole.
Le patrimoine rural peut se définir au sens large comme l’ensemble des biens culturels matériels et immatériels, ainsi que le patrimoine naturel, transmis entre les générations en milieu rural. Le patrimoine culturel rural relève ainsi de domaines très divers des territoires et paysages ruraux. Il est le témoin de l'histoire locale : l'ensemble des sciences humaines, l’histoire et l’archéologie, l'architecture et les arts, les traditions orales, festives, les savoir-faire traditionnels, etc. ; ainsi que l'ensemble des sciences naturelles: biologie, écologie, agronomie, aménagement des paysages, etc.

## Patrimoine matériel
Le patrimoine rural intègre les maisons, rues et places de villages, chapelles, oratoires, croix, calvaires avec les matériaux spécifiques à chaque « pays », les ouvrages de gestion et d’exploitation de l’espace rural et chacun des éléments architecturaux liés à la vie des villages : canal d’irrigation, pont, bassin, lavoir, four à pain, four à poix et à cade, moulin à marée, glacière, tour de berger, etc.). Il intègre également l'ensemble des particularités nouvelles de chaque site.
Le patrimoine rural constitue ainsi un bien qui appartient à l’ensemble de la collectivité. En effet, le patrimoine est le résultat des actions passées conduites par l’ensemble de la société rurale : production des paysages par les paysans et les habitants (bâti traditionnel), savoir-faire acquis et transmis par les artisans. De plus, aujourd’hui, la protection et la valorisation du paysage requièrent l’implication de tous les acteurs et la prise en compte des attentes de tous les habitants de l’espace rural : élus et experts, agriculteurs et sylviculteurs, protecteurs de la nature et chasseurs, résidents permanents et touristes.

## Identité
Les composantes du patrimoine rural, en particulier les paysages, le bâti traditionnel et les savoir-faire, peuvent alors contribuer à façonner l’image des campagnes, et par-là même, à  renforcer l’identité et la cohésion des communautés rurales.
Par ailleurs, valorisé au travers d’animations, de produits touristiques, artisanaux, de terroir, ce patrimoine, marchand ou non, contribue à l’attraction d’un territoire et à son économie (recettes générées, hébergement, vente de produits de terroir, emploi…).
(Source : Patrimoine rural : comment monter et financer son projet ?, source, Boîte à outils no 2, 2007)

## La conservation de ces «lieux de mémoire»
Pour conserver ces « lieux de mémoire », véritables livres d’architecture et d’histoire qu’ils représentent, il faut préserver et enrichir constamment toute la chaîne opératoire afin de placer notre démarche dans le contexte global de la valorisation du « patrimoine de pays » : 
- Le premier maillon est la connaissance de ce type de patrimoine[6]. Nombreux sont aujourd’hui les chercheurs, érudits locaux et étudiants des écoles d’architecture passionnés par les techniques d’identification et de restauration du patrimoine architectural rural[7].
- Le second est de rendre accessible au public cette connaissance[8], par des études et des publications contribuant à cette sensibilisation au « patrimoine de pays ». On ne peut aborder l’architecture et les techniques du patrimoine de pays sans comprendre la vie des hommes et des femmes !
- Le troisième est la qualité de la réalisation des travaux. Durant les 20 années suivant la dernière guerre, l'urgence était la reconstruction ; or la main-d'œuvre qualifiée manquait. D'où le recours à des matériaux plus accessibles produits à l'échelle industrielle et n’imposant pas une qualification importante pour leur mise en œuvre.

Pour se réapproprier les savoir-faire, il fallait rétablir toute la chaîne opératoire conditionnant la qualité d'exécution des travaux : 
- Réemploi de matériaux nobles et savoir-faire pour leur mise en œuvre, développement des centres de documentation et de recherche sur le patrimoine de pays…
- L'apprentissage et la formation professionnelle : la création de centres de formation pratique (Écoles d’architecture, le Centre de formation à la réhabilitation du patrimoine ancien, dit École d'Avignon, Centres de formation professionnelle continue des adultes, Organisations professionnelles, Centre européen de Formation PARTIR[9], Centre de formation et de perfectionnement des Maisons paysannes de France, etc. pour la formation d'architectes, d'artisans et d'entreprises).
- L’adaptation et le développement des aides financières, mais aussi du mécénat en faveur du patrimoine de pays (Fondation du patrimoine, Fondation Maxime Goury-Laffont…), les avantages fiscaux pour les propriétaires, les aides de l’Agence nationale de l'habitat (Anah)…

En d'autres termes, la chaîne opératoire, dont on bénéficiait avant la guerre, s'est enfin reconstituée et pas seulement pour la restauration des monuments historiques traditionnels, mais aussi en faveur du patrimoine rural.

## Les outils et les politiques mis en œuvre en France
La politique de décentralisation, fondée sur des personnels qualifiés des collectivités territoriales, des conseils d'architecture, d'urbanisme et d'environnement (CAUE), des parcs nationaux et des parcs naturels régionaux... ont pris le relais des services de l'État. Les outils ont été reconstitués et les conditions sont désormais réunies pour transformer ce que certains considéraient comme une « contrainte du patrimoine » en outils de « développement rural ». Les États se doivent d’agir en qualité de partenaire et d’impulseur aux côtés des collectivités territoriales. 
Alors que les besoins et les moyens vont grandissant en matière de conservation, restauration et réhabilitation, un manque de main-d'œuvre qualifiée se fait ressentir par rapport aux besoins exprimés et aux moyens financiers dégagés.
La loi de modernisation sociale prévoit désormais la « validation des acquis de l'expérience et des acquis professionnels dans l'enseignement français » : Toute personne engagée dans la vie active est en droit de faire valider les acquis de son expérience, notamment professionnelle, en vue de l’acquisition d’un diplôme, d’un titre à finalité professionnelle ou d’un certificat de qualification. Ces mesures vont dans le bon sens, mais il faudra encore du temps pour valoriser les qualifications des compagnons  par rapport aux cols blancs...
Certains auteurs estiment aussi nécessaire de tenir compte de la baisse du nombre d’agriculteurs, « conservateurs » du paysage local.
La loi d’orientation agricole précise que la politique agricole prend en compte les fonctions économiques, environnementales et sociales de l’agriculture et participe à l’aménagement du territoire. Elle a pour objectif la préservation des ressources naturelles et de la biodiversité et l’entretien des paysages.

« Il existe une imbrication totale entre les sites d’occupations humaines et les paysages naturels. En tant qu’archéologues, nous considérons comme le font d’ailleurs d’autres personnes, qu’il existe une imbrication totale entre les paysages et les monuments et qu’ils sont tous deux le reflet de l’histoire humaine. Aussi, considérons-nous que les paysages ne sont pas naturels, mais culturels, qu’il s’agisse de paysages ruraux ou de paysages urbains. [...] Nous ne devons pas nous intéresser seulement à l’aspect extérieur d’un bâtiment ou à l’image que l’on peut en avoir d’un point de vue photographique ou d’un point de vue architectural. Il nous faut aussi préserver et étudier toute l’histoire que peut receler un bâtiment. De la même manière, il faut protéger le paysage rural qui a bénéficié de l’activité humaine et de l’évolution des siècles. »

— Philippe Soulier, chef du service d’archéologie du Val-d'Oise, intervention au Palais du Luxembourg en septembre 1999, pendant Les journées juridiques du patrimoine

## Organismes intervenant en faveur du patrimoine rural
- Fondation du patrimoine
- Guide européen d’observation du patrimoine rural
- Equal DEPART - Développer l'emploi dans le patrimoine rural sur les territoires, par l'égalité des chances
- Réseau d'expérimentations et de liaisons des initiatives en espace rural (RELIER)
- Études et Chantiers
- Fédération des écomusées et des musées de société
- Association pour la formation des ruraux aux activités du tourisme (AFRAT)
- Maisons paysannes de France